# Robert Beachboard
Robert Beachboard (* 30. Dezember 1909 in Berkeley; † 2. Januar 1998) war ein US-amerikanischer Romanist.

## Leben
Beachboard promovierte 1939 in Paris mit der Arbeit Le Théâtre de Maeterlinck aux Etats-Unis (Paris 1951). Er tat Kriegsdienst und landete 1944 bei der Operation Dragoon in Saint-Tropez. Beachboard war von 1946 bis 1947 Professor für Französische Landeskunde an der University of California at Santa Barbara.

## Werke
- La trinité maudite (Suzanne Valadon. André Utter. Maurice Utrillo), Paris 1952
- The Montmartre colony, Paris 1963